# NGC 1448
NGC 1448 je galaksija u zviježđu Sat.

## Vanjske poveznice
- SEDS: NGC 1448